# 강미주 (환상게임)
《강미주》는 《환상게임》에 등장하는 주인공으로, 원판 이름은 유우키 미아카(夕城美朱).

## 소개
성우：아라키 카에 / 히다카 노리코(일본), 성유진(한국), 유패령(홍콩)
5월 12일생의 황소자리. 15세(애니메이션은 17살로 나온다.) 주작의 무녀. 도서관의 출입 금지 구역에서 찾아낸 〈사신천지서〉에 빨려 들여가 다른 세계에 온 중학교 3학년 소녀.
홍남국의 수호신인 주작을 소환해, 현실 세계에 돌아가기 위해 주작칠성을 모으는 여행을 떠난다. 긍정적이면서도 적극적인 성격으로, 다른 사람과 쉽게 친해진다. 어떠한 곤란한 상황에 처해 있어도 그 식욕만은 잊지 않는다.
누구나가 놀랄 만한 왕성한 식욕임에도 불구하고 그 체형을 유지하는 것을 보면 신기할 정도. 먹는 건 좋아하지만 요리는 못한다는 것도 하나의 특징이라면 특징.
부모님이 이혼함에 따라, 어머니와 대학생의 오빠, 셋이서 단란하게 살고 있다. 여자 혼자의 몸으로 힘들게 자신을 기른 어머니를 위해서라도, 명문 고등학교에 들어가는 것이 꿈. 진아와는 소꿉친구로, 자매와 같이 자람. 고등학교 입학식 때 남유위로 환생한 유귀와 다시 재회한다. OVA 3기 3년 후에는 남유위와 결혼하여 수쿠나미 히카리를 낳는다.